# 集まれ!ナンデモ笑学校
『集まれ!ナンデモ笑学校』（あつまれ ナンデモしょうがっこう）は、1998年10月16日から1999年3月14日までテレビ東京系列局で放送されていたテレビ東京製作のバラエティ番組である。放送時間は毎週金曜 19:00 - 19:54 （日本標準時）。

## 概要
志村けんがメインを務めていたコント番組で、サポートキャストにはヒロミやダチョウ倶楽部、そして当時売り出し中だった優香などを迎えていた。「笑学校」というタイトルが示すとおり、授業スタイルで進行するパロディコントもあった。このコントではヒロミが教師役を、志村ほかが生徒役を、そしてゲストが転校生または臨時教師役を務めていた。
志村のゴールデンタイムにおけるレギュラー番組は、1996年にフジテレビで放送されていた『けんちゃんのオーマイゴッド』以来であり、同番組と同じく金曜19:00枠での放送となった。途中からタイトルに『志村けん・ヒロミの〜』を冠するようになったことから、志村とヒロミのテレビ東京初の冠番組となった。
本格的なコント番組ではあったものの、制作予算が限られて同じセットを使い回すなど、体制の脆弱さが最初から露呈。それは志村の力量をもってしても補えず、志村は「ここ（テレビ東京）のスタッフはコントの作りを判っていない、自分がやりたいのはこんなのじゃない」と厳しい指摘を残し、番組は半年で終了。最終回では締めの挨拶なども行われなかった。
志村はその後、エッセイ『変なおじさん』（日経BP社、完全版：新潮文庫）で「制作したテレビ東京にしても、あまりコント番組をやったことがないから、どうしていいのか分からなかったことがあったみたいだ」「コント冬の時代といわれるなかで、コント番組をやらせてもらったことは本当に感謝している」と述べている。

## 出演者
- 志村けん
- ヒロミ
- 肥後克広（ダチョウ倶楽部）
- 寺門ジモン（ダチョウ倶楽部）
- 上島竜兵（ダチョウ倶楽部）
- YOU
- 松田純
- 優香
- 酒井彩名
- そめやゆきこ

## コント
- 居酒屋
- 学校 - ゲストが転校生役や臨時教師役で出演することがあった。
- 警備員 - 警備員役は志村、通行人役はヒロミが務めていた。
- 葬式 - ダチョウ倶楽部の3人が小室ファミリーのものまねをした。